# Xanthesma isae
Xanthesma isae là một loài Hymenoptera trong họ Colletidae. Loài này được Exley mô tả khoa học năm 1978.